# Associazione Calcio Renate
L'Associazione Calcio Renate, meglio nota come Renate, è una società calcistica italiana con sede nel comune di Renate.
Milita in Serie C, la terza divisione del campionato italiano.
Fondata nel 1947 come Unione Sportiva Renatese e ricostituita nel 1955 come Unione Sportiva San Giovanni Bosco, ha mutato denominazione nel 1961. Vanta come miglior risultato della propria storia alcune partecipazioni alla terza divisione calcistica italiana, ove il miglior piazzamento è costituito da due terzi posti consecutivi.

## Storia

### Dalle origini agli anni duemila
L'Unione Sportiva Renatese nacque nel 1947, fondata da un gruppo di abitanti del posto, grandi appassionati di calcio e tifosi dell'Inter, da cui mutuarono i colori sociali nero e azzurro.
Nel 1961 la società cambia denominazione in Associazione Calcio Renate; su iniziativa del prevosto don Pasquale Zanzi la rosa viene riallestita con un gruppo di giovani ragazzi del civico oratorio. Contestualmente viene acquistata l'area di un'ex cava per allungare il campo da gioco e renderlo regolamentare.
Dopo una lunga militanza nei campionati regionali, nel 2005 il Renate ottiene una storica promozione in Serie D, in cui si stabilizza, centrando tre salvezze consecutive. Il livello cresce e nella stagione 2008-2009 il Renate arriva secondo dietro la Pro Belvedere, raggiungendo poi le semifinali play-off, ove è fermato dal Vico Equense. Nell'annata seguente i nerazzurri si classificano in quinta posizione, guadagnandosi per la seconda volta consecutiva l'accesso ai play-off; nella fase a eliminazione diretta il Renate batte prima 3-0 l'AlzanoCene e poi 2-0 il Darfo Boario conquistando nuovamente l'accesso ai play-off nazionali, nei quali però racimola una sola vittoria e si piazza così all'ultimo posto del triangolare 2.
Il risultato dell'anno precedente vale inoltre al Renate la prima qualificazione alla Coppa Italia, da cui esce al primo turno perdendo 3-2 contro la Ternana

### Gli anni 2010 e il professionismo
Pur se non in una posizione prioritaria per i ripescaggi, nell'estate 2010 il Renate si rende disponibile per l'ingresso nel professionismo: date le molte defezioni, il 4 agosto 2010 il consiglio federale ufficializza il ripescaggio della squadra in Lega Pro Seconda Divisione, assegnandola al girone A. Le ridotte dimensioni dello stadio Mario Riboldi di Renate, non conformi ai criteri strutturali della Lega Pro, impongono alla squadra di trasferire il proprio terreno casalingo allo stadio comunale della vicina Meda.
Il 13 ottobre 2010, dopo sette giornate di campionato e con soli tre punti in classifica che valgono il provvisorio penultimo posto, viene esonerato l'allenatore Giuliano Dell'Orto; gli subentra Simone Boldini, che riesce a rivitalizzare la squadra brianzola, facendole scalare la classifica fino a centrare la qualificazione ai play-off, ove perde in semifinale con la Feralpisalò
Nella successiva Lega Pro Seconda Divisione 2011-2012, agli ordini del nuovo allenatore Oscar Magoni, la squadra ottiene agevolmente la salvezza con due giornate di anticipo, mentre nel torneo successivo ottiene l'accesso ai play-off grazie al 6º posto in campionato; il cammino si conclude già in semifinale per mano del Venezia
Nella stagione 2013-2014 la squadra termina il campionato in seconda posizione alle spalle del Bassano, conquistando così il diritto a giocare (per la prima volta nella propria storia) nella terza serie italiana.
Dopo due stagioni concluse con il conseguimento della salvezza, nel 2016-2017 e 2017-2018 le pantere, guidate prima da Luciano Foschi e poi da Roberto Cevoli, riescono per due volte a piazzarsi in zona play-off (nel secondo caso arrivando anche, per un breve periodo, a guidare la classifica del proprio girone), uscendone però sempre al primo turno.
Più difficile si rivela la stagione 2018-2019, nella quale le pantere cambiano per due volte allenatore (a Oscar Brevi subentra dapprima Gioacchino Adamo, quindi Aimo Diana) e stazionano costantemente nella parte bassa della classifica: la salvezza viene conseguita solo all'ultima giornata della stagione regolare, in virtù del quartultimo posto in coabitazione con il Rimini (costretto ai play-out a causa della sconfitta nello scontro diretto).
Diana, confermato in panchina, propone il Renate tra le squadre di vertice del girone A per la stagione 2019-2020: il terzo posto al termine della stagione regolare (interrotta anzitempo ad aprile 2020 per via del dilagare della pandemia di COVID-19) costituisce il miglior risultato nella storia nerazzurra. La successiva "corsa" nei play-off promozione, partiti nel mese di luglio a seguito del termine del lockdown nazionale, si conclude nella gara secca degli ottavi di finale contro il Novara
Anche l'annata 2020-2021 vede i nerazzurri, sempre guidati da Diana, protagonisti del proprio girone, di cui sono finanche capolisti per diverse giornate; successivamente la rimonta di Como e Alessandria li conduce a bissare il terzo posto già ottenuto un anno prima, con susseguente qualificazione ai play-off nazionali. I nerazzurri eliminano al primo turno il Matelica e successivamente contendono fino all'ultimo al Padova l'accesso alle Final Four: alla sconfitta all'andata per 3-1 fa riscontro la vittoria brianzola con analogo punteggio al ritorno, che tuttavia qualifica i veneti in virtù della miglior posizione in classifica.
Nell'estate 2021 Aimo Diana passa alla Reggiana; dopo una parentesi in cui la panchina viene affidata a Francesco Parravicini, a fine agosto viene reingaggiato Roberto Cevoli, cui riesce di mantenere i nerazzurri al vertice del proprio raggruppamento.

## Colori e simboli

### Colori
Il Renate adotta fin dalla propria costituzione i colori sociali nero e azzurro, mutuati dall'Inter, squadra tifata dal gruppo dei soci fondatori.
Proprio come l'Inter la prima maglia si presenta tradizionalmente palata nei due colori sociali; il bianco è invece la tinta che comunemente domina sulla divisa esterna, mentre per le terze maglie (laddove ne è stato previsto l'uso) sono segnalati completi gialli, neri, azzurrini o arancioni.

### Simboli ufficiali
Simbolo del club, come da stemma sociale, è la pantera nera.

#### Stemma
Fino al 2021 il Renate ha adottato come stemma un ancile palato nero-azzurro bordato d'oro, con al suo interno il disegno aureo in outline di una pantera; al di sopra era collocato un cartiglio ricurvo recante la denominazione societaria, in basso invece l'anno di fondazione.
Nel 2021 è subentrato un nuovo logotipo: uno scudetto bordato in bianco, colorato a strisce nerazzurre che convergono e si restringono verso la punta. Al suo interno campeggia il disegno aureo in outline della testa di una pantera rivolta verso destra; esteriormente, lungo il bordo superiore dello scudo, che descrive una curva sfalsata, si colloca la ragione sociale a spesse lettere auree, mentre l'anno di fondazione costeggia il lato destro nella parte bassa dell'insieme.

Logo in uso fino al 2021
Logo in uso dal 2021

## Strutture

### Stadio

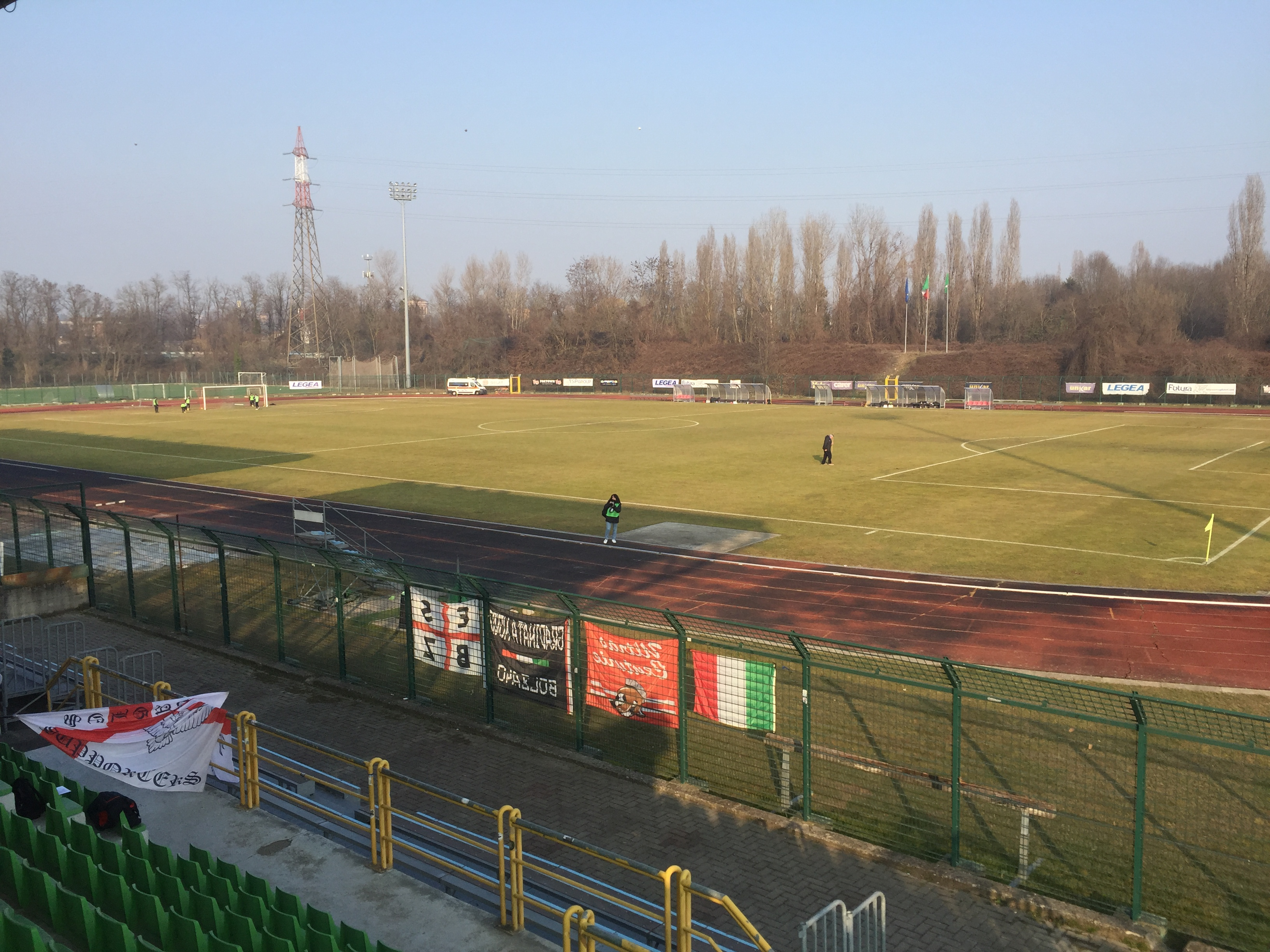
Il terreno di gioco dello stadio Mino Favini

Primo campo casalingo del Renate fu lo stadio comunale di via XXV aprile, successivamente intitolato alla memoria di Mario Riboldi (socio fondatore del club): esso dispone di un terreno di gioco in erba naturale (sul lato meridionale è altresì presente un campetto accessorio sintetico) e di un'unica tribunetta coperta sul lato est.
All'atto del passaggio al professionismo, non essendo tale impianto adeguato ai canoni strutturali imposti dai maggiori campionati italiani, il Renate optò per non ampliarlo, trasferendosi transitoriamente allo stadio Brianteo di Monza e infine in pianta stabile allo stadio civico di Meda, distante circa 15 km dal precedente campo.
Sorto sul sito della demolita fabbrica ICMESA (comunemente nota in quanto causa del disastro di Seveso), l'impianto medese è una struttura polisportiva, disponendo infatti di una pista per l'atletica leggera; gli spalti, limitati al lato occidentale del campo, consistono in tre tribune parzialmente coperte in metallo, legno e cemento. Dal 2023 è intitolato alla memoria del calciatore e dirigente Fermo Favini, meglio noto come "Mino".

### Centro di allenamento
Non disponendo di un proprio centro di allenamento, le selezioni societarie del Renate effettuano la preparazione in diversi centri sportivi e campi da gioco ubicati nei comuni brianzoli di Briosco, Nibionno e Veduggio con Colzano.

## Società

### Organigramma societario
In carica al 31 agosto 2023.
- Giancarlo Citterio - Presidente onorario
- Luigi Spreafico - Presidente
- Alessandra Perillo - Vicepresidente
- Carlo Roda - Vicepresidente
- Massimo Crippa - Direttore generale e responsabile gestione
- Oscar Magoni - Direttore sportivo
- Nicola Narciso - SLO
- Fabio Mariani - Team manager e addetto stampa
- Marco Valtulina - Responsabile marketing
- Alessandra Perillo - Responsabile amministrazione, finanze e controllo
- Claudio Gatti - Accompagnatore ufficiale
- Stefano Marcandalli - Responsabile settore giovanile
- Massimo Morabito - Responsabile attività di base
- Ivan Corti - Segretario Generale e settore giovanile

### Sponsor
- ?-2010 ...
- 2010-2011 Umbro
- 2011-2012 Erreà
- 2012-2014 Virma
- 2014-2018 Erreà
- 2018-2024 Legea
- 2024- Kappa

### Settore giovanile
Il settore giovanile del Renate è basato presso tre campi da gioco dell'area brianzola: lo stadio Mario Riboldi (vecchio campo interno della prima squadra), il centro sportivo Pietro Rossini di Briosco e il centro sportivo comunale di Veduggio con Colzano. Da esso dipendono varie formazioni, dalla Berretti fino a tutte le fasce di età comprese tra Under-8 (c.d. attività di base) e Under-17 (c.d. allievi nazionali).
Il maggior successo delle giovanili renatesi viene raggiunto nella stagione sportiva 2017-2018: la selezione Under-16 nerazzurra, dopo aver vinto il proprio girone, batte ai play-off i pari età di Monopoli e Monza e infine, il 23 giugno 2018, si laurea campione d'Italia di categoria sconfiggendo il Pordenone allo stadio Bruno Benelli di Ravenna.
Nel vivaio nerazzurro si è formato il difensore Francesco Acerbi.

## Allenatori e presidenti
Di seguito la cronologia degli allenatori e dei presidenti.
- 1947-1951 ...
- 1951-1955 Inattivo
- 1955-1961 ...
- 1961-1962  Giulio Gatti
- 1962-1969 ...
- 1969-1970  Lucio Riboldi
- 1970-1971  Giuseppe Beretta
- 1971-1973  Massimo Villa
- 1973-1974  Livio Freddi
 R. Manganini
- 1974-1975  Livio Freddi
- 1975-1976  Gervasio Bighellini
- 1976-1977  Angelo Corbetta
- 1977-1979  Natale Bullo
 Angelo Corbetta
- 1979-1980  Natale Bullo
 Angelo Cassa Magnaga
- 1980-1982  Massimo Villa
- 1982-1983  Massimo Villa
 Giuliano Agazzi
- 1983-1984  Giuliano Agazzi
- 1984-1985  Giuliano Agazzi
 Angelo Colombo
- 1985-1986  Angelo Colombo
- 1986-1987  Angelo Colombo
 Natale Bullo
 Lino Golin
- 1987-1991  Lino Golin
- 1991-1992  Luigi Trevisan
 Raffaele Colloca
- 1992-1993  Raffaele Colloca
- 1993-1994  Giuseppe Favaro
 Roberto Vimercati
- 1994-1995  Giuseppe Nogara
- 1995-1996  Giuseppe Nogara
 Luigi Malpighi
- 1996-1998 ...
- 1998-1999  Renato Bonfanti
- 1999-2004 ...
- 2004-2005  Sandro Barbieri
- 2005-2007 ...
- 2007-2009  Oscar Magoni
- 2009-2010  Giuliano Dell'Orto
- 2010-2011  Giugliano Dell'Orto (1ª-7ª)
 Simone Boldini (8ª-34ª e play-off)
- 2011-2012  Oscar Magoni
- 2012-2013  Antonio Sala
- 2013-2015  Simone Boldini
- 2015-2016  Giovanni Colella
- 2016-2017  Luciano Foschi
- 2017-2018  Roberto Cevoli
- 2018-2019  Oscar Brevi (1ª-6ª)
 Gioacchino Adamo (7ª-12ª)
 Aimo Diana (13ª-38ª)
- 2019-2021  Aimo Diana
- 2021-2022  Francesco Parravicini (1ª)
 Roberto Cevoli (2ª-38ª e play-off)
- 2022-2023  Andrea Dossena
- 2023-2024  Massimo Pavanel (1ª-17ª)
 Alberto Colombo (18ª-33ª)
 Massimo Pavanel (34ª-38ª)
- 2024-  Luciano Foschi

- 1947-1951 ...
- 1951-1955 Inattivo
- 1955-1961 ...
- 1961-1962  Mario Molteni e  Mario Riboldi
- 1962-1970  Francesco Fumagalli
- 1970-?  Mario Riboldi
- ?-?  Franco Manganini
- ?-1975  Clementino Viganò
- 1975-1980  Clemente Crippa
- 1980-1998  Giancarlo Citterio
- 1998-  Giancarlo Citterio (onorario) e  Luigi Spreafico

## Palmarès

### Competizioni regionali
- Eccellenza: 1

2004-2005 (girone B)
- Promozione: 1

1998-1999 (girone B)
- Prima Categoria: 1

1995-1996 (girone F)
- Seconda Categoria: 2

1961-1962 (girone D), 1977-1978 (girone M)

### Competizioni giovanili
- Campionato Primavera 3: 1

2022-2023
- Campionato Nazionale Under-17: 1

2023-2024 (torneo Serie C)
- Campionato Nazionale Under-16: 1

2017-2018 (torneo Serie C)

## Statistiche e record

### Partecipazione ai campionati
Campionati nazionali
| Livello | Categoria                  | Partecipazioni | Debutto   | Ultima stagione | Totale |
| ------- | -------------------------- | -------------- | --------- | --------------- | ------ |
| 3º      | Lega Pro                   | 3              | 2014-2015 | 2016-2017       | 12     |
| 3º      | Serie C                    | 9              | 2017-2018 | 2025-2026       | 12     |
| 4º      | Lega Pro Seconda Divisione | 4              | 2010-2011 | 2013-2014       | 4      |
| 5º      | Serie D                    | 5              | 2005-2006 | 2009-2010       | 5      |

Campionati regionali
| Livello | Categoria         | Partecipazioni | Debutto   | Ultima stagione | Totale |
| ------- | ----------------- | -------------- | --------- | --------------- | ------ |
| 1º      | Prima Divisione   | 4              | 1947-1948 | 1950-1951       | 11     |
| 1º      | Prima Categoria   | 1              | 1962-1963 | 1962-1963       | 11     |
| 1º      | Eccellenza        | 6              | 1999-2000 | 2004-2005       | 11     |
| 2º      | Seconda Categoria | 8              | 1959-1960 | 1967-1968       | 24     |
| 2º      | Prima Categoria   | 13             | 1978-1979 | 1990-1991       | 24     |
| 2º      | Promozione        | 3              | 1996-1997 | 1998-1999       | 24     |
| 3º      | Seconda Divisione | 2              | 1957-1958 | 1958-1959       | 17     |
| 3º      | Seconda Categoria | 10             | 1968-1969 | 1977-1978       | 17     |
| 3º      | Prima Categoria   | 5              | 1991-1992 | 1995-1996       | 17     |

### Partecipazione alle coppe
| Competizione          | Partecipazioni | Debutto   | Ultima stagione | Totale |
| --------------------- | -------------- | --------- | --------------- | ------ |
| Coppa Italia          | 5              | 2009-2010 | 2020-2021       | 5      |
| Coppa Italia Lega Pro | 7              | 2010-2011 | 2016-2017       | 14     |
| Coppa Italia Serie C  | 7              | 2017-2018 | 2024-2025       | 14     |
| Coppa Italia Serie D  | 5              | 2005-2006 | 2009-2010       | 5      |

## Tifoseria

### Storia
La ridottissima dimensione del bacino di utenza, unita al fatto che la squadra, dacché milita nel professionismo, gioca al di fuori del territorio comunale di appartenenza, fa sì che il seguito di pubblico del Renate sia estremamente ridotto nei numeri e nell'organizzazione. Le presenze alle gare interne (giocate allo stadio Mino Favini, impianto di per sé incapace di accogliere molti spettatori) si aggirano su poche centinaia di unità, andando verso il migliaio solo in occasione di partite contro avversari di prestigio, laddove il tifo locale viene spesso soverchiato da quello ospite. Per quanto concerne le trasferte, esse sono in molti casi del tutto impresenziate. Per contro, la vicinanza geografica con la sede di varie altre società di storia e blasone superiori non sembra impattare sul seguito dei nerazzurri: a tal proposito nel 2020 l'amministratore delegato del Monza Adriano Galliani notava come il proprio club avesse abbonati in tutti i comuni della Brianza, con la sola eccezione di Renate.
L'unico tentativo conosciuto di dotare il club di un collettivo organizzato è costituito dalle Brigate Brianzole (anche note come Brigate Renate o Ultras Brianzoeu), attive brevemente e con piccolissimi numeri alla metà degli anni 2010.

### Gemellaggi e rivalità
Non è possibile parlare dell'esistenza di una rete di rivalità o amicizie; la stampa tende comunque ad attribuire la qualifica di derby agli scontri contro altre squadre di zone limitrofe, quali Monza, Seregno, Pro Sesto o Giana Erminio. Il suddetto gruppo ultrà, per contro, esprimeva vicinanza al Como.

## Organico

### Rosa 2025-2026
Rosa tratta dal sito ufficiale del Renate.
| N. |                    | Ruolo | Calciatore            |
| -- | ------------------ | ----- | --------------------- |
| 1  | Italia (bandiera)  | P     | Leonardo Rossi        |
| 3  | Italia (bandiera)  | D     | Paolo Gardoni         |
| 5  | Italia (bandiera)  | D     | Simone Auriletto      |
| 6  | Italia (bandiera)  | C     | Gianluca Rossi        |
| 8  | Italia (bandiera)  | C     | Gianluca Esposito     |
| 9  | Islanda (bandiera) | A     | Óttar Magnús Karlsson |
| 10 | Albania (bandiera) | A     | Aristidi Kolaj        |
| 11 | Italia (bandiera)  | C     | Andrea Delcarro       |
| 12 | Italia (bandiera)  | P     | Andrea Bartoccioni    |
| 13 | Italia (bandiera)  | A     | Samuele Spalluto      |
| 14 | Italia (bandiera)  | C     | Michele Calì          |
| 15 | Italia (bandiera)  | D     | Riccardo Ori          |
| 17 | Italia (bandiera)  | C     | Andrea Bonetti        |
| 19 | Italia (bandiera)  | D     | Davide Ziu            |
| 20 | Italia (bandiera)  | A     | Mattia Marchetti      |

| N. |                   | Ruolo | Calciatore            |
| -- | ----------------- | ----- | --------------------- |
| 21 | Italia (bandiera) | D     | Corrado Riviera       |
| 22 | Italia (bandiera) | P     | Tommaso Nobile        |
| 24 | Italia (bandiera) | D     | Jonathan Spedalieri   |
| 32 | Italia (bandiera) | C     | Andrea Ghezzi         |
| 44 | Italia (bandiera) | C     | Stefano Mazzaroppi    |
| 45 | Italia (bandiera) | A     | Stephen Nenè          |
| 71 | Italia (bandiera) | C     | Pasquale Ruiz Giraldo |
| 72 | Italia (bandiera) | C     | Gianluca Mastromonaco |
|    | Italia (bandiera) | D     | Marco Bosisio         |
|    | Italia (bandiera) | D     | Diego Stagi           |
|    | Italia (bandiera) | C     | Michele Meloni        |
|    | Italia (bandiera) | C     | Francesco Vassallo    |
|    | Italia (bandiera) | A     | Lorenzo De Leo        |
|    | Italia (bandiera) | A     | Francesco Di Nolfo    |
|    | Italia (bandiera) | A     | Giorgio Pietropoli    |

### Staff tecnico
Lo staff tecnico del Renate.
- Luciano Foschi - Allenatore
- Gioacchino Adamo - Vice Allenatore
- Sergio Chiari- Match Analyst
- Daniele Miraglia - Preparatore Atletico
- Alberto Bonacina- Responsabile recupero infortuni
- Maurizio Monguzzi - Preparatore Dei Portieri
- Fabio Mariani - Team Manager
- Luigi Sesana - Responsabile Sanitario
- Ivano Riva - Medico Sociale
- Marco Valadè - Medico Sociale
- Giovanni Moretti - Fisioterapista
- Simone Pirola - Fisioterapista
- Andrea Redaelli - Fisioterapista
- Stefano Zardoni - Fisioterapista
- Antonio De Biase - Magazziniere
- Fabio Frigerio - Magazziniere
- Ivo Magni - Magazziniere